# Guillermo Cabrera Infante
Guillermo Cabrera Infante (Gibara, Cuba, 22 de abril de 1929 - Londres, 21 de fevereiro de 2005) foi um escritor cubano naturalizado britânico. Além de ser romancista, contista e ensaísta, escreveu poemas visuais e roteiros cinematográficos.

## Biografia
Nascido em Gibara, província do Oriente, migrou para Havana com seus pais. Começou a estudar medicina, mas abandonou a carreira para virar redator da revista Boehmia. Em 1949 criou o semanal Nova Geração (em espanhol Nueva Generación) e em 1950 ingressou na Escola de Jornalismo. Dois anos depois, após a aparição de um relato na Boehmia, foi preso. Nos anos seguintes não pôde finalizar seus trabalhos com seu próprio nome, e por isso usou um pseudônimo (G. Caín).
Em 1951 fundou a Cinemateca de Cuba e escrevia sobre cinema na revista Carteles, onde três anos depois foi nomeado redator chefe. Dirigiu o Conselho Nacional de Cuba, e nesse mesmo ano, como editor de Revolucíon, criou o suplemento literário Lunes, que durou pouco tempo. Em 1962 foi nomeado agregado cultural de Cuba em Bruxelas, cargo que desempenhou até 1965, antes de romper com o governo de Fidel Castro. Residiu em Bruxelas até sua morte, em 21 de fevereiro de 2005. O escritor qualificou seu destino em Bruxelas como "uma  espécie de Sibéria", só aceitou o serviço porque não aguentava estar mais em Havana.

## Obras
Contos-relato: 
- Assim na Paz como na Guerra (1960);
- A Vista do Amanhecer no Trópico  (1974).

Ensaios::
- Um ofício de sigilo XX (1960)
- Exorcismo de estilo (1976)
- Arcadia todas as noites (1978)
- Holy smoke (1984)
- "Mea Cuba" (esp.) (1993).

Romances:
- Três tristes tigres (1965)
- A Havana para um infante defunto (1980)
- La ninfa inconstante (2008), Galaxia Gutenberg e Círculo de Lectores.
- Mapa Desenhado por um Espião (2015)